# Ginástica nos Jogos Centro-Americanos e do Caribe
Diferentes modalidades de ginástica foram disputadas nos Jogos Centro-Americanos e do Caribe. A ginástica artística faz parte do programa desde 1946 (exceto nas edições de 1962 e 1966). A ginástica rítmica foi introduzida pela primeira vez em 1998. A ginástica de trampolim entrou no programa em 2010.

## Edições
| Modalidade             | 1926 | 1930 | 1935 | 1938 | 1946 | 1950 | 1954 | 1959 | 1962 | 1966 | 1970 | 1974 | 1978 | 1982 | 1986 | 1990 | 1993 | 1998 | 2002 | 2006 | 2010 | 2014 | 2018 | 2023 |
| ---------------------- | ---- | ---- | ---- | ---- | ---- | ---- | ---- | ---- | ---- | ---- | ---- | ---- | ---- | ---- | ---- | ---- | ---- | ---- | ---- | ---- | ---- | ---- | ---- | ---- |
| Ginástica artística    |      |      |      |      | X    | X    | X    | X    |      |      | X    | X    | X    | X    | X    | X    | X    | X    | X    | X    | X    | X    | X    | X    |
| Ginástica rítmica      |      |      |      |      |      |      |      |      |      |      |      |      |      |      |      |      |      | X    | X    | X    | X    | X    | X    | X    |
| Ginástica de trampolim |      |      |      |      |      |      |      |      |      |      |      |      |      |      |      |      |      |      |      |      | X    | X    | X    | X    |

## Quadro geral de medalhas
Ginástica artística (1946-1959, 1970-2018)
| Pos.               | País                           | Ouro | Prata | Bronze | Total |
| ------------------ | ------------------------------ | ---- | ----- | ------ | ----- |
| 1                  | Cuba (CUB)                     | 139  | 115   | 69     | 323   |
| 2                  | México (MEX)                   | 36   | 51    | 53     | 140   |
| 3                  | Venezuela (VEN)                | 20   | 22    | 36     | 78    |
| 4                  | Porto Rico (PUR)               | 18   | 16    | 33     | 67    |
| 5                  | Colômbia (COL)                 | 15   | 14    | 19     | 48    |
| 6                  | Guatemala (GUA)                | 2    | 5     | 11     | 18    |
| 7                  | República Dominicana (DOM)     | 2    | 1     | 5      | 8     |
| 8                  | Panamá (PAN)                   | 0    | 0     | 3      | 3     |
| 9                  | Ilhas Virgens Americanas (VIR) | 0    | 0     | 1      | 1     |
| Total (9 entradas) | Total (9 entradas)             | 232  | 224   | 230    | 686   |

Ginástica rítmica (1998-2018)
| Pos.               | País                       | Ouro | Prata | Bronze | Total |
| ------------------ | -------------------------- | ---- | ----- | ------ | ----- |
| 1                  | México (MEX)               | 28   | 21    | 4      | 53    |
| 2                  | Venezuela (VEN)            | 6    | 8     | 18     | 32    |
| 3                  | Cuba (CUB)                 | 5    | 8     | 4      | 17    |
| 4                  | El Salvador (ESA)          | 0    | 2     | 2      | 4     |
| 5                  | Porto Rico (PUR)           | 0    | 1     | 2      | 3     |
| 6                  | Guatemala (GUA)            | 0    | 1     | 1      | 2     |
| 7                  | Colômbia (COL)             | 0    | 0     | 5      | 5     |
| 8                  | República Dominicana (DOM) | 0    | 0     | 1      | 1     |
| Total (8 entradas) | Total (8 entradas)         | 39   | 41    | 37     | 117   |

Ginástica de trampolim (2010-2018)
| Pos.               | País                       | Ouro | Prata | Bronze | Total |
| ------------------ | -------------------------- | ---- | ----- | ------ | ----- |
| 1                  | México (MEX)               | 5    | 2     | 0      | 7     |
| 2                  | Colômbia (COL)             | 1    | 3     | 1      | 5     |
| 3                  | Porto Rico (PUR)           | 0    | 1     | 1      | 2     |
| 4                  | República Dominicana (DOM) | 0    | 0     | 2      | 2     |
| 4                  | Venezuela (VEN)            | 0    | 0     | 2      | 2     |
| Total (5 entradas) | Total (5 entradas)         | 6    | 6     | 6      | 18    |